# Lucien Nicolet
Lucien Nicolet, noto anche con lo pseudonimo di Luciano o di Lucien N Luciano (Montcherand, 24 febbraio 1978), è un disc jockey e produttore discografico svizzero con cittadinanza cilena.

## Biografia
Luciano è nato in Svizzera francese da madre Cilena e padre svizzero. Successivamente alla separazione dei genitori, all'età di 11 anni Luciano torna con la madre in Cile, a Santiago.
La sua avventura con la musica inizia all'età di 16 anni, quando la madre gli regala una chitarra, a scuola con altri ragazzi formerà una band, e sarà questa esperienza, marcata negativamente dai problemi per le prove con il gruppo, ad avvicinarlo al mondo della musica elettronica dove ai vari musicisti si sostituisce il sintetizzatore, ha infatti affermato: This is how I fell in electronic music: because I discovered that you can replace the drummer with the drum machine (Così sono arrivato alla musica elettronica: perché ho scoperto che si può sostituire al batterista la drum machine).
A causa della precaria situazione economica, a 17 anni lascia la scuola, comincia a svolgere piccoli lavori, fattorino, cameriere ed altri, e questo impiego parziale gli permette di mettere dischi nei quartieri poveri di Santiago, dove viene soprannominato magic.
La sua abilità gli permette di trovare posto prima in club della città, poi il suo nome si fa sempre più conosciuto, in Cile, nell'America Latina e poi in Europa.
In Cile conosce di lì a poco due dj che si sono già affermati: Ricardo Villalobos e Dandy Jack. Entrambi i musicisti, hanno i genitori esiliati in Europa per motivi politici. Ed è proprio Villalobos a far approdare Luciano ai club Europei.
Il suo sound è misto fra house, techno e minimal, ed è influenzato da melodici ritmi Latini.
I suoi dischi escono su etichette musicali: Cadenza Records (di sua proprietà), Transmat, Perlon e Klang Elektronik.

## Discografia

### Album
- "No Model No Tool" (2007)
- "Tribute To The Sun" (2009)

### Singoli
- "Luciano - Etudes Electronique"
- "Lucien N Luciano & Pier Bucci - Stone Age"
- "Lucien N Luciano & Pier Bucci - Amael"
- "Ricardo Villalobos & Luciano - You Wanna Start"
- "Luciano - Octagonal"
- "Luciano & Cabo San Roque - Calipso 08"
- "Luciano & Thomas Melchior - Father"
- "Luciano - Bomberos"
- "Luciano & Quenum - Orange Mistake"
- "Luciano - Artamis"
- "Luciano - Lucie, Tom Et Clementine"
- "Luciano - 1/2"
- "Luciano - 2/2"
- "Luciano - Amelie On Ice"
- "Luciano - Capricciosa EP"
- "Luciano - Alpine Rocket"
- "Luciano - La Limonada De Pepe Bombilla"
- "Luciano - Membrillo EP"
- "Luciano - Mission Elevator / Bla Bla Bla"
- "Luciano - Fochedrem"
- "Luciano - Hijos del kaos"
- "Luciano - Fourges et Sabres"
- "Luciano - Los ninos de fuera"
- "Luciano - Metodisma"
- "Luciano - Rise of angel"

### Remix
- "Michel Cleis - La Tortuga (Luciano Remix)"
- "Robag Whrume & Wighnomy Brothers - Worktabular (Luciano acid remix)"
- "Argy - Love Dose (Luciano remix)"
- "Tom Wright - Thirst (Luciano Dancehall remix)"
- "Cabo San Roque feat. Luciano - Calypso 08 (Luciano Remix)
- "Loco Dice - Pimp Jackson Is Talkin' Now!!! (Luci Gets Loco Remix)
- "Argy - Love Dose (Luciano Remix)
- "Subflow - You Came And Go (Luciano Remix)
- "Dwele & Recloose - Can't Take It (Luciano Remix)
- Lucien N Luciano Sito Ufficiale
- Featured Content on Myspace Profilo Myspace